# Monaco Yacht Show

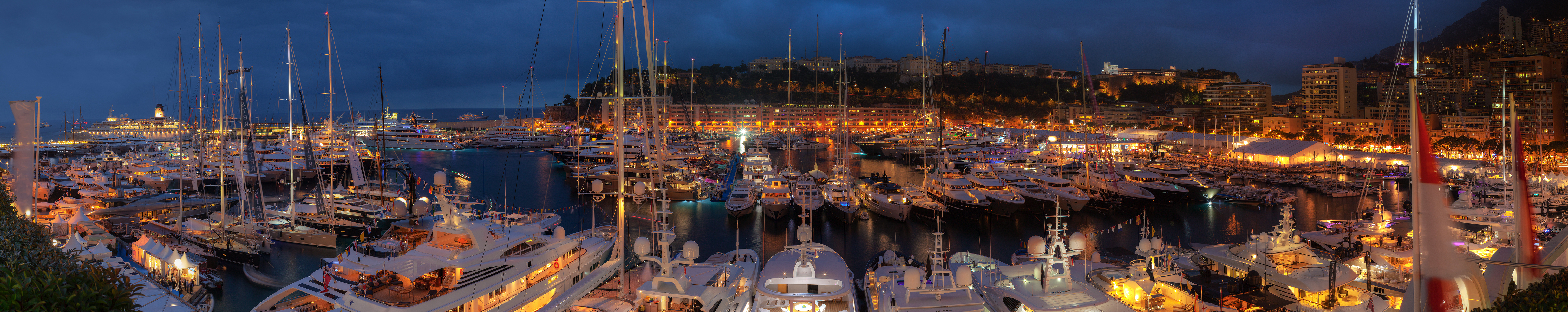
Monaco Yacht Show im Jahr 2013

Die Monaco Yacht Show (MYS) ist eine jährlich stattfindende Messe für Luxusyachten in Monaco, die vom britischen Veranstaltungs- und Verlagshaus Informa organisiert wird. Die Monaco Yacht Show findet im Port Hercules statt und ist Europas größte Ausstellung großer Yachten auf dem Wasser. Die Veranstaltung wurde 1991 als maklerorientierte Veranstaltung mit Schwerpunkt auf Superyachten über 20 m (66 ft) Länge ins Leben gerufen.
Zusätzlich zu den geschätzten 125 ausgestellten Yachten nehmen über 580 Aussteller, darunter Maklerfirmen, Superyachtbauer, Yachtdesigner, Luxusmarken und Luxusautomobilhersteller, an der Veranstaltung teil. Während der viertägigen Veranstaltung finden über 150 private Veranstaltungen statt, darunter Pressekonferenzen, Empfänge und Produktpräsentationen.
Die besten und größten Superyacht-Lancierungen des Jahres finden meist auf der Monaco Yacht Show statt. Gemäß dem Magazin „Boat International“ zählt die Monaco Yacht Show zu den sechs wichtigsten Bootsmessen der Welt.
2020 fiel sie wegen der COVID-19-Pandemie aus. Die Organisatoren der Messe haben für den 22. bis 25. September 2021 ein verändertes Konzept präsentiert.

## Geschichte
Die Monaco Yacht Show wurde 1991 gegründet und wurde von dem französischen Unternehmer Maurice Cohen organisiert. 1994 wurden die Rechte an der Veranstaltung an das Medienunternehmen IIR verkauft, welches auch die Rechte an der Veranstaltung „Superyacht de Nice“ besaß. Nach Problemen mit der Teilnehmerzahl beschloss das IIR, den Schwerpunkt der Monaco Yacht Show auf Superyachten mit Booten von etwa 20 m (66 ft) bis 90 m (300 ft) Länge zu legen, und die Veranstaltung in Nizza als Fachmesse auszurichten. Die Veranstaltung wuchs 2002 auf 65 Yachten und zog fast 15.000 Besucher an. 2005 wurde die IIR für 1,4 Milliarden Dollar vom britischen Veranstalter Informa übernommen. Bis 2016 hatte die Veranstaltung ihre Besucherzahlen von 2002 mehr als verdoppelt und die Zahl der Yachten auf 125 erhöht. Im Jahr 2017 wurde der Wert der Yachten in Monaco während der Veranstaltung auf 4,5 Milliarden Euro geschätzt.
Seit 2016 gibt es zusätzlich eine Ausstellung für Luxusautomobile, genannt „Car Deck“, sowie eine Ausstellung für Tender und Spielzeuge, genannt „Tenders & Toys“.

## Besondere Yachten
Unter den an der Monaco Yacht Show teilgenommenen Yachten zählen die folgenden zu den exklusivsten (alphabetische Ordnung):
- Anyuta
- Illusion 1
- Infinity
- Jubilee
- Legend
- Maltese Falcon
- O’Mega
- Project Sunrise
- ROCK.IT
- Thumper

## Weblink
- Offizielle Homepage (engl.)